# جون ترافيس (طبيب)
جون ترافيس (بالإنجليزية: John Travis)‏ هو طبيب أمريكي، ولد في 11 يناير 1943 في بلوفتن في الولايات المتحدة.